# 1 pollice standard B

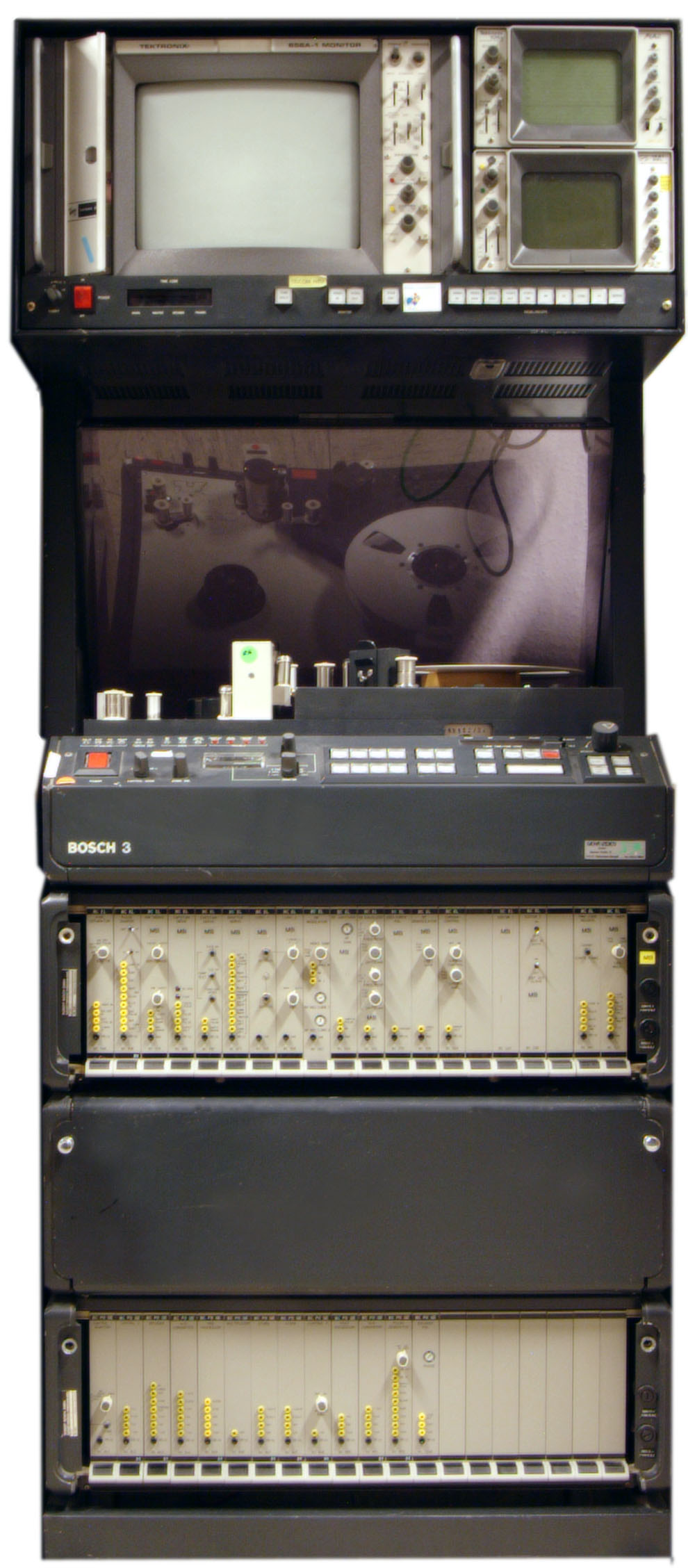
Un videoregistratore Bosch BCN 51 in standard B

Con il termine 1 pollice standard B ci si riferisce a un formato di videoregistrazione professionale a bobina aperta, convalidato come standard B a livello SMPTE. Il formato è stato sviluppato in Germania nel 1976 dalla Bosch. Diffuso nel paese d'origine e in qualche caso nell'Europa dell'est, non è stato tuttavia un formato di successo, principalmente per via della sua natura segmentata che rende impossibili funzioni di riproduzione come fermo immagine, velocità variabile o scorrimento all'indietro.

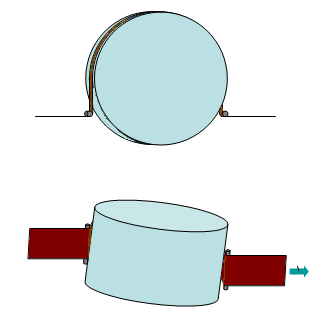
Avvolgimento Ω a 180° del nastro attorno al tamburo di scansione.

A differenza, per esempio, del diretto concorrente standard C che utilizza una traccia elicoidale sul nastro per ogni semiquadro, lo standard B, come gli altri formati segmentati, suddivide  ogni semiquadro in più tracce. La successiva rilettura è possibile solo se la velocità del nastro è costante e in avanti, e questo, all'epoca, era un limite tecnico vincolante.
Il nastro viene avvolto attorno al tamburo portatestine secondo uno schema Ω, ma l'avvolgimento è sufficiente a 180°, data la presenza di due testine.
Lo standard B usa due testine video montate su un tamburo dalle dimensioni estremamente ridotte, se paragonate agli altri formati da un pollice. Questo ha reso più semplice lo sviluppo di versioni portatili.